# Berde Áron

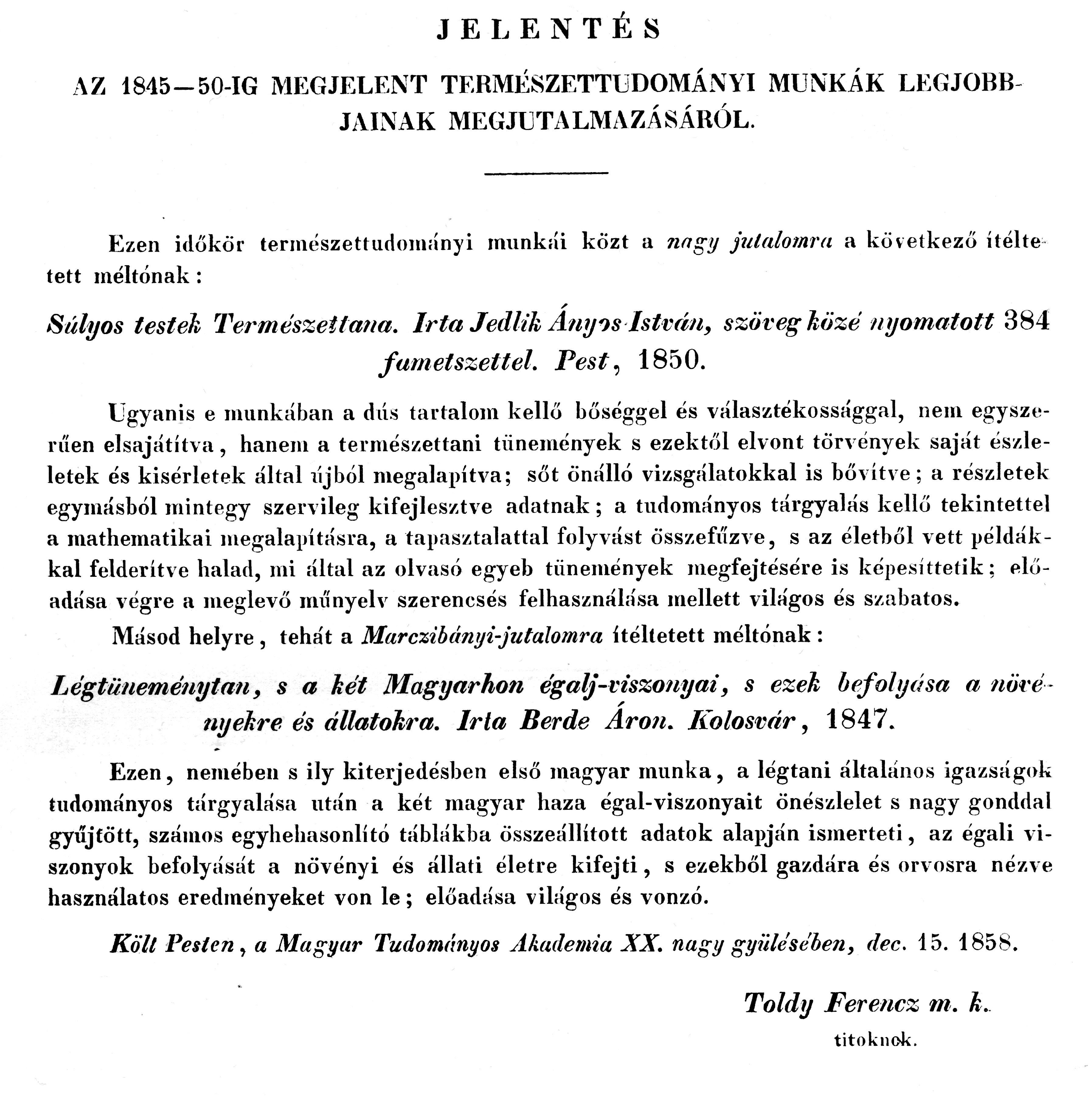
Jelentés az 1845-1850-ig megjelent természettudományi munkák legjobbjainak megjutalmazásáról

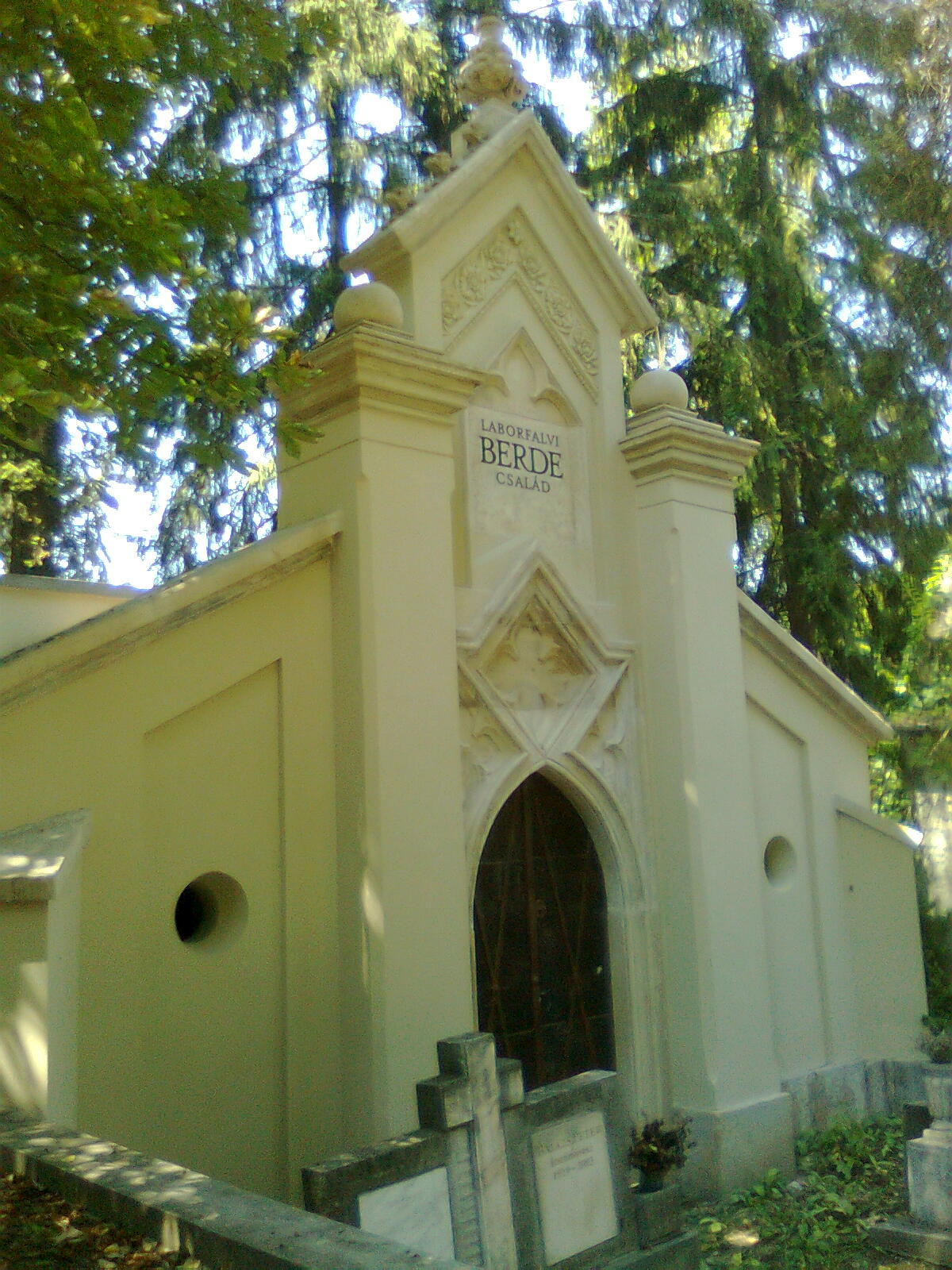
A Berde család kriptája a kolozsvári Házsongárdi temető I.a. parcellájában.

Laborfalvi Berde Áron (Laborfalva, 1819. március 8. – Kolozsvár, 1892. június 25.) magyar jogász, közgazdász, egyetemi tanár, a Magyar Tudományos Akadémia levelező tagja, az első magyar meteorológiai és klimatológiai szakkönyv szerzője, a Kolozsvári Tudományegyetem első rektora.

## Életpályája
A székely laborfalvi Berde család sarja. Az algimnáziumot 1827-től Székelykeresztúron, a felsőbb osztályokat 1837-től a kolozsvári unitárius főiskolában végezte. 1841 augusztusában a kolozsvári unitárius kollégiumhoz választották meg tanárnak. További tanulmányok folytatása céljából 1842-ben Berlinbe ment, hol két évig maradt és a természettudományokat tanulmányozta. A szünidőt tanulmányi utazásokra használta; fölkereste a híresebb egyetemeket, Giessenben a vegytani elemzés érdekében egy hónapot töltött; majd Franciaország és Svájc egy részét utazta be. Hazatérte után 1844. október elején foglalta el a tanári székét, ott 1863-ig a természettudományok oktatásával foglalkozott. Ekkor szervezték meg a kolozsvári jogakadémiát, ahol tanszéket kapott mint a nemzetgazdaság és politika rendes tanára; utóbb a statisztika, pénzügytan, az osztrák birodalomhoz tartozó országok történelme jutottak neki rendkívüli tantárgyakul. A kolozsvári egyetem létrehozásakor nevezték ki nyilványos rendes tanárrá a nemzetgazdaság- és pénzügytan tanszékre; 1872–73-ben az egyetem első rektora, 1883–84-ben pedig a jog- és államtudományi kar dékánja volt. 1890 őszén nyugalomba vonult. A Magyar Tudományos Akadémia 1858. december 15-én választotta levelező tagjai sorába.
Híres mondása, amely a rektori székfoglalójában  hangzott el: „Önök tudják, hogy az egyetemet nem a néma falak, hanem a tanárok szellemi ereje alapítja meg hírnevében, áldásos működésben.”

## Munkássága
Szerkesztette a Természetbarátot 1846. júl. 2-tól Takács Jánossal, majd 1847. szeptember 23-ától 1848. június 29-éig egymaga, Ipar és Természetbarát címmel 1848. július 2-ától november 9-éig; a Hetilap gazd. és keresk. lapot 1852. október 2-ától 1855. március 31-éig; a Kolozsvári Közlöny politikai hírlapot 1856. októbertől 1859. december 29-éig.
Első versei a kolozsvári Reményben (1839.) jelentek meg. Polémiája Vida Károllyal a Pesti Napló, 1856. 355. számában található. Természettudományi cikkei a Mezei Naptár (1859), az Akadémiai Értesítő (1860) és az általa szerkesztett lapok hasábjain láttak napvilágot. Egyháztörténeti dolgozatai a Keresztény Magvetőben (1888) jelentek meg.

## Művei
- Légtüneménytan s a két Magyarhon égalji viszonyai. Kolozsvár. 1847.
- A kémia iskolája. Stöckhard után ford. Kolozsvár, 1848.
- Mit tegyen az erdélyi gazda, hogy jólétre jusson. Kolozsvár, 1859.
- A levegői nyirkosság némely égalji befolyása (1860)